# La Terrera del Reloj
La zona arqueológica La Terrera del Reloj se sitúa sobre las laderas noroeste y suroeste de un cerro escarpado en la confluencia de los ríos Guadiana Menor y Fardes, ubicándose en un punto estratégico, en el término municipal de Dehesas de Guadix (Provincia de Granada, España). 
La disposición en terrazas escalonadas ha permitido la conservación de su potencialidad arqueológica, como lo demuestran los hallazgos realizados, que atestiguan la existencia de distintas fases constructivas superpuestas, llegándose a superar el metro de potencia en los niveles de habitación. Es en éstos, en los que se han localizado sepulturas superpuestas a diversas alturas. 
A través de las investigaciones se ha documentado la existencia de muros de mampostería hechos de piedras trabadas con barro, que compartimentan perpendicularmente las terrazas, y el suelo se regulariza mediante una capa de barro apisonado. Las paredes de las habitaciones son de tapial y están revocadas con barro y enlucidas con cal. En estructuras relacionadas con actividades domésticas y agujeros de poste que debieron servir para el soporte de estructuras de techumbre. 
Se han localizado 17 sepulturas, generalmente en fosas, excepto los enterramientos infantiles, que se depositan en vasijas. Son enterramientos individuales de inhumación, en los que el cadáver se coloca en posición fetal, con su ajuar funerario compuesto por vasos cerámicos, objetos de adorno metálico y útiles y armas de bronce. 
Los materiales arqueológicos obtenidos del poblado demuestran que se ha desarrollado una importante actividad económica relacionada con la agricultura, la ganadería y la minería. 
Por la pureza de su esquema urbanístico, la tipología de los materiales y la acusada estratificación social que se desprende del análisis de los ajuares funerarios, nos permiten identificar este asentamiento dentro de un momento pleno de Cultura de El Argar. 